# Europacup I hockey vrouwen 1988
De 15de Europacup I hockey voor vrouwen werd gehouden van 20 tot en met 23 mei 1988 in Bloemendaal. Het deelnemersveld bestond uit 8 teams. Amsterdam H&BC won deze editie door in de finale het uit de Sovjet-Unie afkomstige Kolos Borispol te verslaan. Voor Nederland kwam verder ook HGC uit op dit toernooi.

## Uitslag poules

### Poule A
| Team              | Pnt | GS | W | G | V | DV | DT | DS  |
| ----------------- | --- | -- | - | - | - | -- | -- | --- |
| 1. Amsterdam H&BC | 6   | 3  | 3 | 0 | 0 | 20 | 3  | +17 |
| 2. HGC            | 4   | 3  | 2 | 0 | 1 | 11 | 6  | +5  |
| 3. Ealing LHC     | 2   | 3  | 1 | 0 | 2 | 6  | 13 | -7  |
| 4. Stade Français | 0   | 3  | 0 | 0 | 3 | 0  | 15 | -15 |

Uitslagen
- A HGC - Stade 5-0 (3-0)
- A Amsterdam - Ealing 8-2 (4-0)
- A HGC - Ealing 5-1 (2-1)
- A Amsterdam - Stade 7-0 (4-0)
- A Stade - Ealing 0-3
- A Amsterdam - HGC 5-1 (2-1)

### Poule B
| Team                   | Pnt | GS | W | G | V | DV | DT | DS |
| ---------------------- | --- | -- | - | - | - | -- | -- | -- |
| 1. Kolos Borispol      | 6   | 3  | 3 | 0 | 0 | 11 | 2  | +9 |
| 2. Glasgow Western LHC | 4   | 3  | 2 | 0 | 1 | 8  | 6  | +2 |
| 3. KHTC Blau-Weiss     | 2   | 3  | 1 | 0 | 2 | 3  | 10 | -7 |
| 4. Swansea LHC         | 0   | 3  | 0 | 0 | 3 | 2  | 6  | -4 |

Uitslagen
- B Kolos Borispol - Swansea 1-0
- B Glasgow - Blau Weiss 2-2
- B Blau Weiss - Kolos Borispol 0-7
- B Blau Weiss - Swansea 1-1
- B Glasgow - Kolos Borispol 2-3
- B Glasgow - Swansea 4-1

## Finales

#### 7de plaats
7-8 Stade - Swansea 1-2 (0-1)

#### 5de plaats
5-6 Ealing - Blau Weiss 8-2 (4-0)

#### 3de plaats
3-4 HGC - Glasgow 4-5 (2-2)

#### Finale
1-2 Amsterdam - Kolos Borispol 4-0 (2-0)

## Einduitslag
1. Amsterdam H&BC
2. Kolos Borispol
3. Glasgow Western
4. HGC
5. Ealing LHC
6. KHTC Blau-Weiss
7. Swansea LHC
8. Stade Français